# Philippe Favre
Philippe Favre (ur. 11 grudnia 1961 roku w Genewie, zm. 6 grudnia 2013 roku w Val Thorens) – szwajcarski kierowca wyścigowy.

## Kariera
Favre rozpoczął karierę w wyścigach samochodowych w 1984 roku od startów we Francuskiej Formule Ford 1600, gdzie jednak nie zdobywał punktów. W późniejszych latach pojawiał się także w stawce Festiwalu Formuły Ford, Grand Prix Monako Formuły 3, Europejskiego Pucharu Formuły 3, Formuły 3 Euro Series, Brytyjskiej Formuły 3, Formuły 3000, Japońskiej Formuły 3000, Firestone Indy Lights Championship, IMSA Camel Lights, 24-godzinnego wyścigu Le Mans, Global GT Championship, French GT Championship, International Sports Racing Series, Belgian Procar, FIA GT Championship, Danish Touringcar Championship, FIA Sportscar Championship, Le Mans Endurance Series, Ferrari Challenge Europe - Trofeo Pirelli oraz Senegal Endurance Championship.
W Formule 3000 Szwajcar startował w latach 1989-1990. W pierwszym sezonie startów w ciągu ośmiu wyścigów, w których wystartował, raz stanął na podium. Uzbierane sześć punktów dało mu to trzynaste miejsce w klasyfikacji generalnej. Rok później Favre nie zdobywał już punktów. Został sklasyfikowany na 33 pozycji w końcowej klasyfikacji kierowców.
Favre zginął w wypadku na nartach pięć dni przed jego 52 urodzinami w dniu 6 grudnia 2013 roku.